# 安井家具

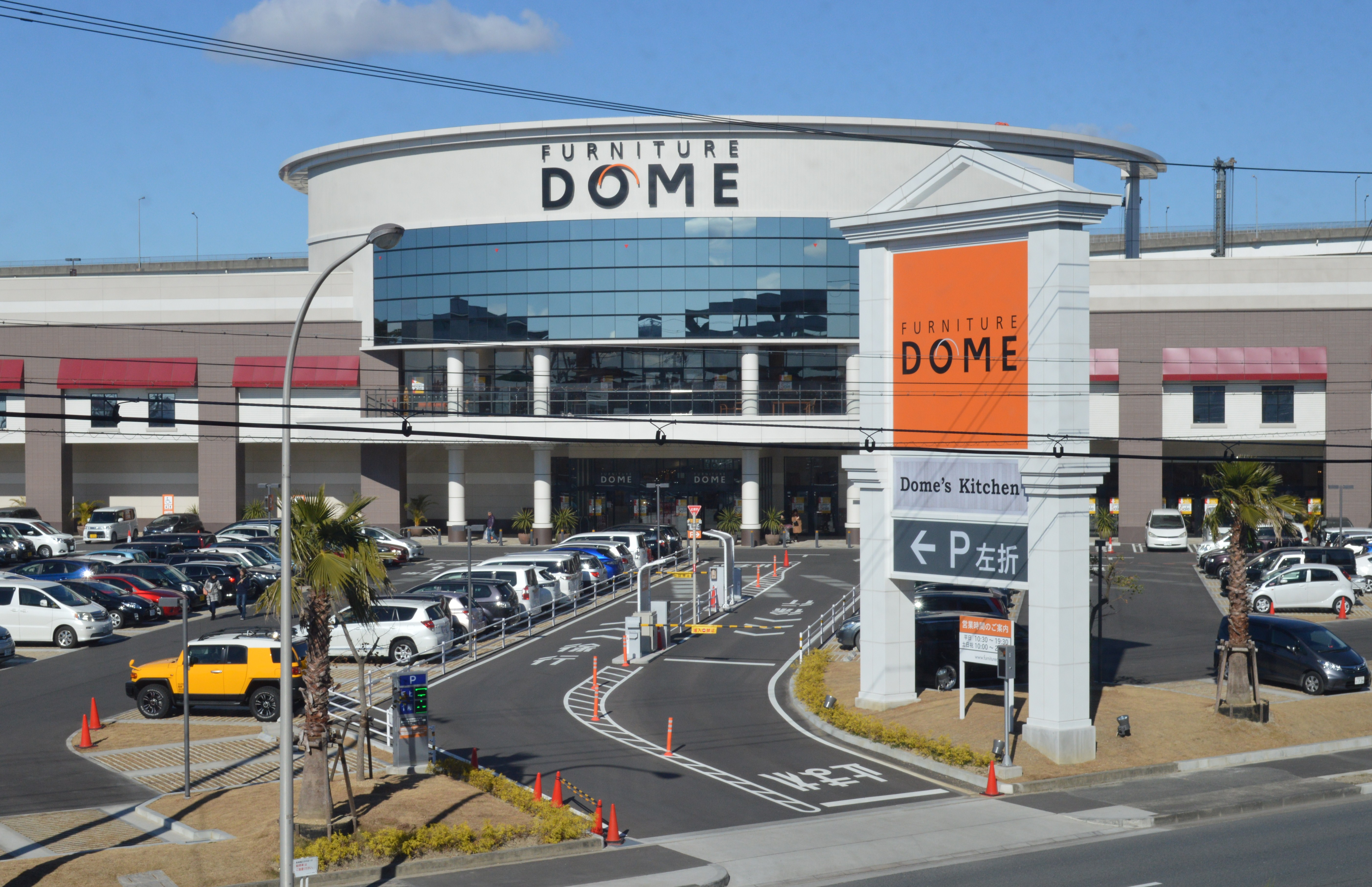
愛知県名古屋市港区金城埠頭にある本店

FDベイホールディング株式会社（旧社名：安井家具）は、愛知県名古屋市中区に本社を置く、家具販売業。大型家具専門店『FURNITURE DOME』（ファニチャードーム）などを運営する。

## 概要
かつては『やすいかぐ』（「い」は「以」の変体仮名(𛀆、参照：や行い)）の店名で知られたが、2000年（平成12年）に大型店舗のブランドとして「FURNITURE DOME」を採用し、2010年（平成22年）現在は全ての家具店がこのブランドとなっている。2023年(令和5年)社名をFDベイホールディング株式会社に社名変更した。
「FURNITURE DOME」以外では家具・インテリアのアウトレット『TOGO』（トゥーゴー）、カーテン専門店舗『マドラボ』を展開していた。
またホームセンターとして『ViVi Home』（ビビホーム、「ビビホームやすいかぐ」とも）も展開していたが、店舗撤退や「FURNITURE DOME」への転換で、現在は存在しない。

## 店舗

### FURNITURE DOME
- 本店（旧称：名古屋新本店） - 愛知県名古屋市港区金城ふ頭。もともとはダイエーが運営する会員制ディスカウントストア「Kou's」として建てられたがわずか2年で撤退。その建物に居抜入居したものである。2015年（平成27年）7月17日に旧建物の手前の位置に建替えリニューアルオープン。
- 岡崎店 - 愛知県岡崎市。大樹寺アオイプラザ内。

### かつて存在した店舗
FURNITURE DOME
- 新緑店 - 愛知県名古屋市緑区 。2013年（平成25年）3月31日閉店→有松店として移転。
- 瀬戸店 - 愛知県瀬戸市。ピアゴ菱野店内。2017年（平成29年）4月9日閉店。
- 新豊橋店 - 愛知県豊橋市。2017年（平成29年）7月14日閉店。
- 有松店 - 愛知県名古屋市緑区。イオンタウン有松内。2018年（平成30年）6月24日閉店。
- 大垣店 - 岐阜県大垣市。イオンタウン大垣内。2018年（平成30年）閉店。
- 稲沢店 - 愛知県稲沢市。アピタタウン稲沢内。2019年（令和元年）8月4日閉店。
- 小牧店 - 愛知県小牧市。パワーズセンター小牧内。2019年（令和元年）8月4日閉店。
- 岐阜柳津店 - 岐阜県岐阜市。イオン柳津店内。2019年（令和元年）8月4日閉店。
- 津河芸店 - 三重県津市。イオンタウン津河芸内。2019年（令和元年）8月4日閉店。

TOGO
- 中川店 - 愛知県名古屋市中川区。

マドラボ
- 名古屋東店 - 愛知県名古屋市名東区。イオン名古屋東店（旧・ダイエー内）